# Gisella Perl
Gisella Perl (* 10. Dezember 1907 in Sighet; † 16. Dezember 1988) war eine jüdische Gynäkologin, die in Sighetu Marmației, Rumänien lebte (damals Máramarossziget, Ungarn, bedingt durch den Zweiten Wiener Schiedsspruch), bis 1944 deutsche Truppen Ungarn besetzten und die dortige jüdische Bevölkerung deportierten.

## Leben
Sie wurde mit ihrer Familie im Mai 1944 in das Konzentrationslager Auschwitz-Birkenau deportiert, wo sie ihre Eltern, ihren einzigen Sohn und weitere Familienangehörige verlor. Im Lager half sie ihren Mithäftlingen als Ärztin und half dabei, Krankheiten mit geringsten Mitteln zu kurieren. Weder saubere Handtücher, antiseptisches Besteck noch fließendes Wasser standen zur Verfügung. Sie rettete Hunderte schwangere Häftlingsfrauen durch vorzeitigen Schwangerschaftsabbruch, da schwangere Frauen am häufigsten geschlagen und getötet oder durch Josef Mengeles Experimente für Vivisektionen missbraucht wurden.
Nachdem sie aus dem KZ Bergen-Belsen als letzter Station befreit werden konnte, fand sie heraus, dass auch ihr Ehemann und Sohn gestorben waren. Daraufhin versuchte sie, sich zu vergiften und wurde bis 1947 zur Erholung in ein Nonnenkloster nach Frankreich geschickt. Nach ihrer Emigration nach New York City im März 1947 wurde sie verhört und verdächtigt, den Lagerärzten assistiert und gegen Menschenrechte verstoßen zu haben. Ihr wurde 1951 schließlich die US-amerikanische Staatsbürgerschaft erteilt. Perl begann als Gynäkologin in New Yorks Mount Sinai Hospital zu arbeiten und half, schätzungsweise 3000 Babys allein in New York auf die Welt zu bringen, was sie ferner zu einer Expertin in der Behandlung von Infertilität machte.
Im Juni 1948 publizierte sie ein Buch über ihr Leben in Auschwitz und beschrieb detailliert die grausamen Erlebnisse als Ärztin unter den Häftlingen. Sie konnte später ihre Tochter Gabriella Krauss Blattman wieder finden, deren Untertauchen sie während des Krieges organisieren konnte. Beide zogen daraufhin nach Herzlia, Israel, um dort gemeinsam zu leben. Perl starb 1988 in Israel.
Perl war alleinige oder Co-Autorin von neun Schriften, die vaginale Infektionen behandelten und zwischen 1955 und 1970 veröffentlicht wurden.

## Filme
2003 erschien der Film Auschwitz – Out of the Ashes. Die Geschichte des Films basiert auf Perls Leben, die von der Schauspielerin Christine Lahti gespielt wird.